# Salamon család (vathai)
A vathai Salamon család a Salamon nemzetségből származó, nemesi eredetű régi magyar család.

## Története
Ezen család a Salamon nemzetség fő ágából származott. Ebből az ágból választották a nemzetségfőket. Előnevüket a család régi birtokáról, Vatha-ról kapták, mely később elpusztult, de minden bizonnyal a Csallóköz északi részén feküdt. Később lecsúsztak a családtagok, majd a XX. század elején már csak "dísz" volt az előnév. A család egyes leszármazottai még ma is élhetnek, de pontos leszármazásuk sajnos jelenleg nem ismert.